# Notre-Dame de Copacabana
La Vierge de Copacabana, Notre-Dame de Copacabana ou Vierge Candelaria de Copacabana, est une dévotion mariale vénérée à Copacabana (département de La Paz), en Bolivie.
Sa fête se célèbre le 5 août. Le 1er août 1925, elle a été couronnée et déclarée "Reine de la nation".
Le culte à la Vierge de Copacabana a commencé en 1583 à l'époque vice-royale, dans le village de Copacabana situé à plus de 3 800 mètres au-dessus du niveau de la mer, et à 139 km de la ville de La Paz, et établi sur une colline, où la péninsule de Copacabana s'enfonce dans le lac Titicaca, dans l'actuelle Bolivie, à proximité des îles du Soleil et de la Lune, anciens lieux sacrés pour les aymaras et les Incas.
Sa vénération s'est étendue depuis la Bolivie à divers pays de l'Amérique, comme l'Argentine, le Brésil, le Chili, la Colombie et le Pérou, ainsi qu'à des pays européens, notamment l'Espagne. Ainsi, divers lieux portent le nom de Copacabana en Argentine, au Brésil et en Colombie.

## Histoire

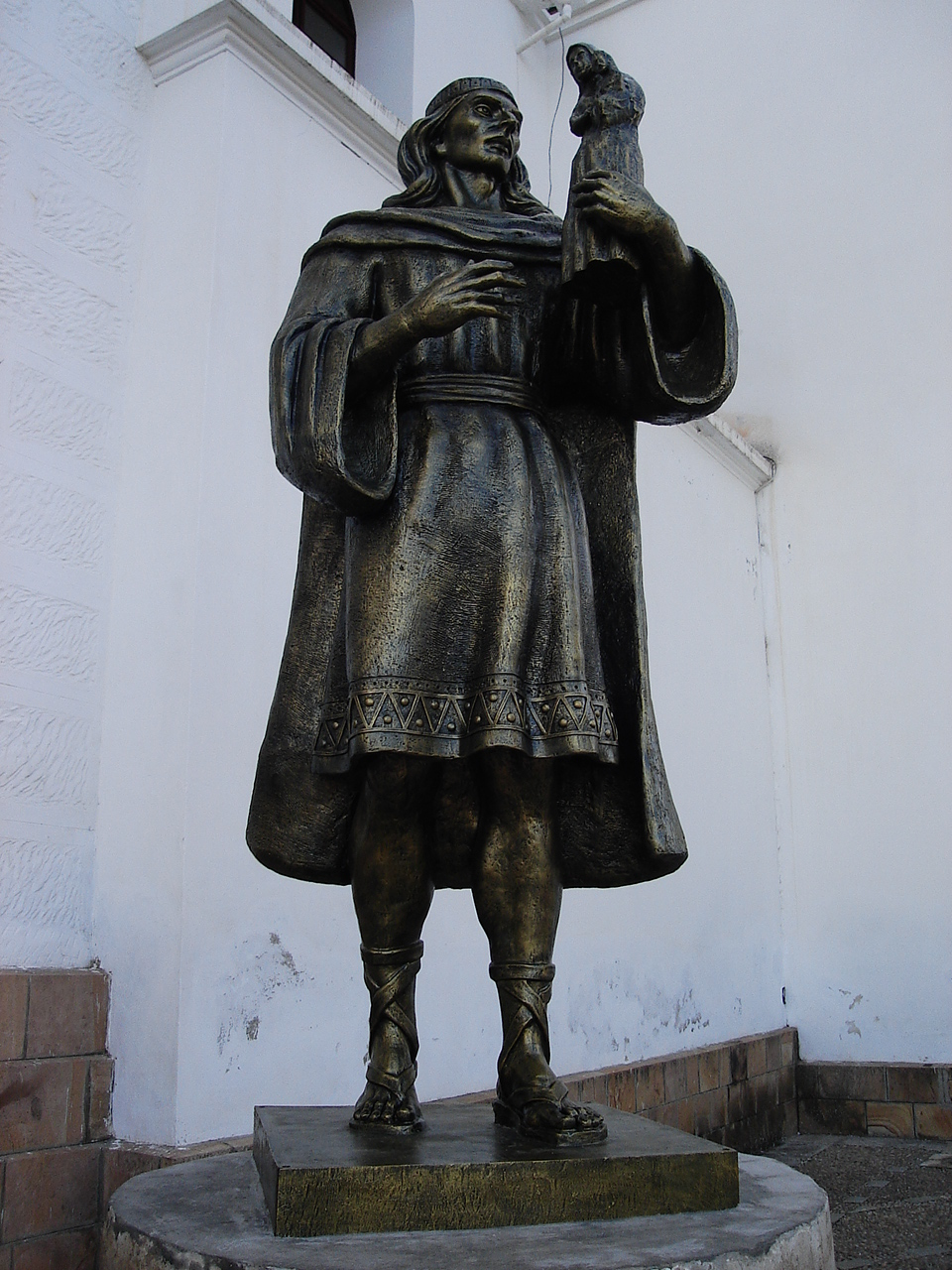
Statue du sculpteur Tito Yupanki.

## Voir aussi

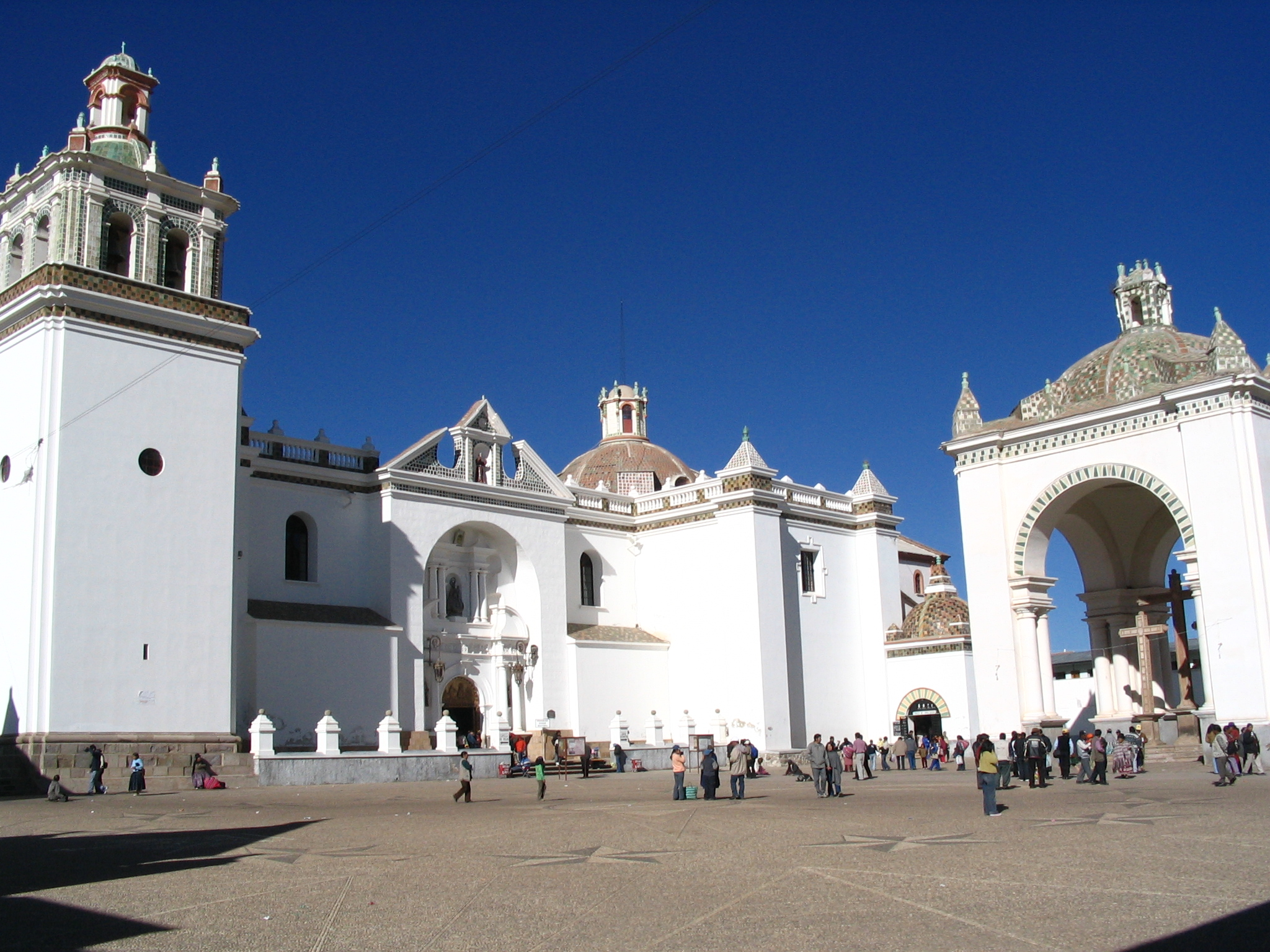
Basilique Notre-Dame, à Copacabana.